# THE BLACK MAGES
THE BLACK MAGES（ザ・ブラックメイジーズ）は、かつて存在した日本のロックバンド。スクウェア・エニックスの現・元社員から構成されていた。バンド名の由来はファイナルファンタジーシリーズに登場する黒魔道士から。命名者はエグゼクティブプロデューサーの松下謙介。1stアルバム発売時にはバンドの名前が定まっておらず、「THE BLACK MAGES」と「黒魔道士」のどちらもバンド名としていたが、2ndアルバム発売時に、正式に「THE BLACK MAGES」となった。

## 概要
演奏する曲は、リーダーの植松伸夫が過去に作曲をしたファイナルファンタジーシリーズの戦闘曲やテーマ曲のハードロックアレンジが主。インストゥルメンタルの楽曲が多いが、ゲストボーカルを迎えての歌詞付きの曲を演奏することもある。
バンド結成のきっかけは、スクウェア大阪開発部のサウンドスタッフだった関戸剛と福井健一郎の二人が遊び半分でFF楽曲のロックアレンジを作ったのが発端。それを聴いた植松が気に入り、1stアルバムの作成に至った（植松はプロデューサーというポジション）。そのため、1stアルバムではベースやドラムが打ち込みだった。つまり、1stアルバム発売の時点では厳密な意味でのロックバンドとしては存在していなかったのだが、アルバム発売から二ヵ月後に行われた発売記念ライブのために植松・岡宮道生・河盛慶次・羽入田新の4人がプレイヤーとして加入し、6人でバンドが結成された。2ndアルバム以降は全パート生演奏となり、以降、解散まで同メンバーで構成。

2010年8月7日、NHK-FM放送の「今日は一日“ゲーム音楽”三昧」に植松がゲスト出演した際、既にバンドは解散していることが報告された。

## メンバー
植松伸夫（ノビヨ）
バンドリーダー、キーボード・オルガン担当。ゲームミュージック作曲家。ファイナルファンタジーシリーズの大半の曲を手掛ける。
「ノビヨ」の由来は、植松が従来より名乗っているニックネーム。植松の甥が（ハーフであるためか）「ノブオ」をうまく発音できずに「ノビヨ」と呼ぶことから。
関戸剛 (PTA)
ギター担当。コンポーザー。作曲作品は『チョコボの不思議なダンジョン2』など。
「PTA」の由来は、関戸が子供の小学校でPTA会長をしていたことから。
岡宮道生（ミッチー）
ギター担当。元宣伝プロデューサー（『ファイナルファンタジーXII』の宣伝などを担当）。
「ミッチー」の由来は「みちお」から。
福井健一郎（フクイ）
キーボード・ギター担当。コンポーザー。
「フクイ」の由来は福井から。
河盛慶次（ニコラス）
ベース担当。シンセサイザーオペレーター。
「ニコラス」の由来は米映画俳優のニコラス・ケイジ（慶次）。
羽入田新（ハニー）
ドラム担当。宣伝部所属（『ファイナルファンタジーXI』の宣伝などを担当）。
「ハニー」の由来は「はにゅうだ」から。

## 来歴
- 2003年2月 - THE BLACK MAGES結成。同時にアルバム『THE BLACK MAGES』をデジキューブから発売。
- 2004年4月 - 「ダーククロニクル プレミアムアレンジ」に1曲参加。
- 2004年12月 - 『THE BLACK MAGES II The Skies Above』をユニバーサルミュージックから発売。
- 2005年5月 - MORE FRIENDS music from FINAL FANTASY - FFオーケストラコンサート（2、3曲ほど演奏）
- 2006年2月 - VOICES music from FINAL FANTASY - パシフィコ横浜 国立大ホールでのFFオーケストラコンサートツアーで「再臨：片翼の天使」を演奏。(2006年2月18日)
- 2006年9月 - DS版『FINAL FANTASY IIIオリジナルサウンドトラック』に「最後の死闘 -THE BLACK MAGES Ver.-」が収録。
- 2007年7月 - ゲーム音楽ライブイベントEXTRA 〜HYPER GAME MUSIC EVENT 2007に出演、4曲演奏を行う。このライブ中に3枚目のアルバムを作成中、2007年年末から2008年年始に掛けて発売する予定である事を発表する。
- 2008年3月 - 『THE BLACK MAGES III Darkness and Starlight』をDOG EAR RECORDSから発売。さらに同日、2ndアルバムを再発。
- 2008年8月 - 『THE BLACK MAGES III Darkness and Starlight LIVE』、横浜BLITZにて開催。
- 2010年8月 - 植松による解散の報告。

## ディスコグラフィー

### オリジナルアルバム
- 『THE BLACK MAGES』（2003年2月19日発売・販売：デジキューブ）[1]
  1. Battle Scene （「戦闘シーン」FINAL FANTASY I）
  2. Clash on the Big Bridge （「ビッグブリッヂの死闘」FINAL FANTASY V）
  3. Force Your Way （「Force Your Way」FINAL FANTASY VIII）
  4. Battle, Scene II （「戦闘シーン2」FINAL FANTASY II） 
  5. The Decisive Battle （「決戦」FINAL FANTASY VI）
  6. Battle Theme （「戦闘」FINAL FANTASY VI）
  7. J-E-N-O-V-A （「J-E-N-O-V-A」 FINAL FANTASY VII）
  8. Those Who Fight Further （「更に闘う者達」FINAL FANTASY VII）
  9. Dancing Mad （「妖星乱舞」FINAL FANTASY VI）
  10. Fight With Seymour （「シーモアバトル」FINAL FANTASY X）
- 『THE BLACK MAGES II The Skies Above』（2004年12月22日発売・販売：ユニバーサル）[2]
  1. The Rocking Grounds（「バトル1」FINAL FANTASY III）
  2. Zeromus (「最後の闘い」FINAL FANTASY IV)
  3. Vamo' Alla Flamenco (「Vamo' Alla Flamenco」FINAL FANTASY IX)
  4. Hunter's Chance (「ハンターチャンス」FINAL FANTASY IX)
  5. Otherworld (「Otherworld」FINAL FANTASY X)
  6. Matoya's Cave (「マトーヤの洞窟」FINAL FANTASY I)
  7. The Man with the Machine Gun (「The Man with the Machine Gun」FINAL FANTASY VIII)
  8. Maybe I'm a Lion (「Maybe I'm a Lion」FINAL FANTASY VIII)
  9. Battle with the Four Fiends (「ゴルベーザ四天王とのバトル」FINAL FANTASY IV)
  10. The Skies Above (「ザナルカンドにて」FINAL FANTASY X)
  11. Blue Blast－Winning the Rainbow （新曲／格闘家 村浜武洋選手入場テーマ曲)
- 『THE BLACK MAGES III 〜Darkness and Starlight〜』（2008年3月19日発売・販売：DOG EAR RECORDS）
  1. Opening-Bombing Mission (「オープニング〜爆破ミッション」from FINAL FANTASY VII)
  2. Neo EXDEATH (「最後の闘い」from FINAL FANTASY V)
  3. The Extreme (「The Extreme」from FINAL FANTASY VIII)
  4. Assult of the Silver Dragons (「銀竜戦」from FINAL FANTASY IX)
  5. KURAYAMINOKUMO (「最後の死闘」from FINAL FANTASY III)
  6. Distant Worlds (「Distant Worlds」from FINAL FANTASY XI)
  7. Premonition (「Premonition」from FINAL FANTASY VIII)
  8. Grand Cross (「最後の闘い」from FINAL FANTASY IX)
  9. Darkness and Starlight (「オペラ〜マリアとドラクゥ」from FINAL FANTASY VI)
  10. LIFE in memory of 〜KEITEN〜[3]

### 参加CD
- 「ダーククロニクル プレミアムアレンジ」（2004年4月21日発売）:ゲームソフト『ダーククロニクル』のアレンジアルバム
  - 9. 炎の魔人モンスターギルトーニ
- 「MORE FRIENDS music from FINAL FANTASY」（2006年2月15日発売）:FFオーケストラコンサートより収録
  - 8. The Rocking Grounds (「バトル1」FINAL FANTASY III)
  - 9. Maybe I'm a Lion (「Maybe I'm a Lion」FINAL FANTASY VIII)
  - 13. 再臨：片翼の天使 (「FINAL FANTASY VII ADVENT CHILDREN」)
- 「FINAL FANTASY IIIオリジナルサウンドトラック」（2006年9月20日発売）
  - 61. 最後の死闘 -THE BLACK MAGES Ver.-

### DVD映像作品
- VOICES music from FINAL FANTASY - FFオーケストラコンサート、THE BLACK MAGESによるライブ (2006年6月21日発売)（DVD映像による作品）
再臨：片翼の天使を演奏。
- THE BLACK MAGESとTHE BLACK MAGES II〜The Skies Above〜のライブ映像は植松伸夫公式ファンクラブノビヨのしっぽの特典DVD映像としてそれぞれ会員に対して送られた。

## ライブ・公演
以下には同バンドが直接関わっているものを記載する。
- THE BLACK MAGESアルバム発売記念ライブ(2003年4月)

この1stライブの前に、実は社内スタッフ向けのライブを1度行っており、「実質2ndライブになる」とMCでコメントしていた。
- THE BLACK MAGES in Jindai Festa(2003年11月) - 植松の母校・神奈川大学で行われたライブ。
- THE BLACK MAGES II LIVE “The Skies Above”(2005年1月)
- MORE FRIENDS music from FINAL FANTASY - FFオーケストラコンサート、THE BLACK MAGESによるライブ(2005年5月)
- VOICES music from FINAL FANTASY - パシフィコ横浜 国立大ホールでのFFオーケストラコンサートツアー、アンコールでのTHE BLACK MAGESによるライブ＜再臨：片翼の天使（FINAL FANTASY VII アドベントチルドレン）を2回＞(2006年2月18日)
- EXTRA - 新木場STUDIO COASTで開催されたゲーム音楽ライブイベントに大トリで出演。4曲を演奏した。なお、ステージの大型ビジョンに表記された曲名と実際に演奏された曲名が一部異なっていた。(2007年7月7日)
- PRESS START 2007 -SYMPHONY OF GAMES-（2007年9月17日(月・祝)　パシフィコ横浜のみ出演）
- THE BLACK MAGES III LIVE “Darkness and Starlight” (2008年8月9日に神奈川県横浜市の横浜BLITZで開催)